# 华螳属
华螳属（学名：Sinomantis）为矮螳科的一个属。

## 下属物种
本属包括以下物种：
- 齿华螳 Sinomantis denticulata Beier, 1933